# Guido Herzfeld
Guido Herzfeld född 14 augusti 1851 i Berlin död 16 november 1923 i Berlin, tysk skådespelare.

## Filmografi (urval)
- 1924 - Storhertigens finanser
- 1923 – Karusellen
- 1922 - Nosferatu